# Fidei Depositum
Fidei Depositum (абревіатура: FD) — це Апостольська конституція від 11 жовтня 1992 року, видана Папою Іваном Павлом ІІ для публікації Катехизму Католицької Церкви (ККЦ). ККЦ був укладений після Другого Ватиканського Собору, а Fidei Depositum містить положення й оприлюднює ККЦ.

## Керівний принцип нового катехизму
У «Fidei Depositum» Папа Іван Павло ІІ пише:
«Цей Катехизм не має на меті замінити місцеві катехизми, належним чином затверджені церковною владою, єпархіальними єпископами та єпископськими конференціями, особливо коли вони отримали схвалення Апостольської Столиці. Вона покликана заохочувати до написання нових місцевих катехизмів і підтримувати ті, які враховують різні ситуації та культури, водночас дбайливо зберігаючи єдність віри та вірність Католицькій Церкві».
Папа Іван Павло ІІ назвав ККЦ продовженням ІІ Ватиканського Собору і «викладом віри Церкви та католицької доктрини, засвідченої або висвітленої Святим Письмом, апостольською традицією та Священним Учителем Церкви».

## Зміст
У вступі Іван Павло ІІ посилається на підсумки Другого Ватиканського Собору, який тридцять років тому відкрив його попередник Іван ХХІІІ. Водночас він нагадує про завдання, поставлені Собором. З цієї причини 25 січня 1985 року він скликав надзвичайне засідання Синоду Єпископів, на якому Отці Синоду заявили наступне:
«Існує дуже одностайне бажання створити катехизм або компендіум всієї католицької доктрини віри і моралі, як точку відліку, так би мовити, для катехизмів або компендіумів, які будуть підготовлені в різних регіонах. Експозиція повинна бути біблійною і літургійною, пропонувати правильну доктрину і в той же час бути адаптованою до сучасного життя».
У наступному розділі Папа Іван Павло ІІ описує генезу та головну ідею тексту. Призначена ним у 1986 році комісія, яка складалася з дванадцяти кардиналів і єпископів та була підтримана експертами з богослов'я і катехизації, під головуванням тодішнього кардинала Йозефа Ратцінгера, розробила проект. У третьому розділі Папа описує структуру змісту і викладає каталог вимог до нового Катехизму. Насамкінець він заявляє, що вважає Катехизм Католицької Церкви, який він затвердив 25 червня 1992 року, опублікованим в силу свого апостольського служіння.